# مات ديفريز
مات ديفريز (بالإنجليزية: Matt DeVries)‏ هو موسيقي أمريكي، ولد في 28 يناير 1977.

## وصلات خارجية
- الموقع الرسمي
- مات ديفريز على موقع ميوزك برينز (الإنجليزية)
- مات ديفريز على موقع أول ميوزيك (الإنجليزية)
- مات ديفريز على موقع ديسكوغز (الإنجليزية)